# Brooke Bundy
Pour les articles homonymes, voir Bundy.
Brooke Bundy est une actrice américaine, née le 8 août 1944 à New York (État de New York).

## Biographie
Au cinéma, Brooke Bundy contribue à quinze films américains, le premier étant le western Les Cinq Hors-la-loi de Vincent McEveety (avec Henry Fonda et James Stewart), sorti en 1968. Ses trois derniers films sortent en 1989, dont Survival Quest de Don Coscarelli (avec Lance Henriksen et Mark Rolston).
Son rôle sans doute le mieux connu au grand écran est celui d'Elaine Parker dans Les Griffes du cauchemar de Chuck Russell (1987) et Le Cauchemar de Freddy de Renny Harlin (1988), troisième et quatrième volets de la série de films Freddy (avec Robert Englund personnifiant Freddy Krueger). Citons également Explorers de Joe Dante (1985, avec Ethan Hawke et River Phoenix).
À la télévision américaine, elle apparaît dans quatre-vingt-deux séries entre 1962 et 1991 (après quoi elle se retire), dont Bonanza (deux épisodes, 1965-1967), Cannon (deux épisodes, 1971-1975), Chips (deux épisodes, 1977-1982) et Star Trek : La Nouvelle Génération (un épisode, 1987).
S'ajoutent quinze téléfilms de 1969 à 1990, dont Adventures of Nick Carter de Paul Krasny (1972, avec Robert Conrad et Shelley Winters).
Brooke Bundy est la mère de l'actrice Tiffany Helm (1964-), née de son mariage en 1962 avec l'acteur Peter Helm (en) (1941-), dont elle divorce en 1966.

## Filmographie partielle

### Cinéma
- 1968 : Les Cinq Hors-la-loi (Firecreek) de Vincent McEveety : Leah
- 1969 : Le Piège à pédales (The Gay Deceivers) de Bruce Kessler : Karen
- 1985 : Explorers de Joe Dante : la professeur de sciences
- 1986 : La Mission (The Mission: Kill ou Mission Kill) de David Winters : Katie
- 1987 : Les Griffes du cauchemar (A Nightmare on Elm Street 3: Dream Warriors') de Chuck Russell : Elaine Parker
- 1988 : Le Cauchemar de Freddy ((A Nightmare on Elm Street 4: The Dream Master) de Renny Harlin : Elaine Parker
- 1989 : Survival Quest de Don Coscarelli : la mère d'Olivia
- 1989 : Le Sang des otages (Riding the Edge) de James Fargo : Mme Harman

### Télévision

#### Séries
- 1963 : Route 66 (titre original)
  - Saison 4, épisode 7 The Stone Guest : Sue Quine
- 1963 : La Grande Caravane (Wagon Train)
  - Saison 7, épisode 12 The Bleecker Story de William Witney : Bessie McFerren
- 1963-1966 : Gunsmoke ou Police des plaines (Gunsmoke ou Marshal Dillon)
  - Saison 9, épisode 12 The Magician (1963) : Alice Dark
  - Saison 11, épisode 17 Sweet Billy, Singer of Songs (1966) d'Alvin Ganzer : Orabelle Beal
- 1964 : Le Jeune Docteur Kildare (Dr. Kildare)
  - Saison 3, épisode 23 The Child Between : Linda Robbins
- 1964 : Des agents très spéciaux (The Man from UNCLE)
  - Saison 1, épisode 5 Un zombie qui fait fureur (The Deadly Games Affair) d'Alvin Ganzer : Terry Brent
- 1964-1966 : Le Virginien (The Virginian)
  - Saison 2, épisode 26 The Secret of Brynmar Hall (1964) de Robert Totten : Jenny
  - Saison 4, épisode 30 The Mark of a Man (1966) : Susan McDevitt
- 1965 : Rawhide
  - Saison 7, épisode 21 Pierre qui roule (Incident of the Winter Soldier) de Jus Addiss : Ellie Kurtz
- 1965 : Voyage au fond des mers (Voyage to the Bottom of the Sea)
  - Saison 2, épisode 4 Le Robot (The Cyborg) de Leo Penn : Gundi
- 1965 : L'Homme à la Rolls (Burke's Law), première série
  - Saison 3, épisode 8 Peace, Its à Gasser de James Goldstone : Suzanne « Suzie » Winters
- 1965-1967 : Bonanza
  - Saison 7, épisode 1 La Dette (The Debt, 1965) de William F. Claxton : Annie Kane
  - Saison 9, épisode 4 Jugement à Olympus (Judgment at Olympus, 1967) de John Rich : Mary Elizabeth Fuller
- 1965-1971 : Lassie
  - Saison 12, épisode 10 In the Midst of Splendor (1965) de Christian Nyby : Terri Young
  - Saison 17, épisode 18 The Awakening (1971) de Jack Hively : Patty
- 1966 : Match contre la vie (Run for Your Life)
  - Saison 2, épisode 4 The Committee for the 25th de William A. Graham : Sarah Sinclair
- 1967 : La Grande Vallée (The Big Valley)
  - Saison 2, épisode 20 L'Étalon sauvage (The Stallion) de Paul Henreid : Andrea Marston
- 1967-1971 : Mannix
  - Saison 1, épisode 7 Le Gourou (Warning: Live Blueberries, 1967) de Vincent McEveety : Jill Bonnett
  - Saison 5, épisode 14 Sauvez le mort (To Save a Dead Man, 1971) de Paul Krasny : Sœur Meg Costello
- 1968 : Daniel Boone
  - Saison 5, épisode 1 Be Thankful for the Fickleness of Women : Sarah
- 1968 : Brigade criminelle (Felony Squad)
  - Saison 3, épisode 4 The Deadly Innocents de George McCowan : Betty Joyce Foster
- 1968-1973 : Sur la piste du crime The F.B.I.)
  - Saison 3, épisode 17 Ring of Steel (1968) de Jesse Hibbs : Kim Irwin
  - Saison 4, épisode 5 Death of a Fixer (1968) de William Hale : Barbara Legros
  - Saison 5, épisode 4 Boomerang (1969) de Gene Nelson : Melinda Collier
  - Saison 8, épisode 16 The Rap Taker (1973) de Virgil W. Vogel : Ann Stern
- 1968-1973 : La Nouvelle Équipe (The Mod Squad)
  - Saison 1, épisode 1 The Teeth of the Barracuda (1968) de Lee H. Katzin : Tina Williams / Sutton
  - Saison 3, épisode 12 Fever (1970) de Jerry Jameson : Trudy Hansen
  - Saison 4, épisode 3 Home Is the Streets (1971) de Barry Shear : Deborah Martin
  - Saison 5, épisode 21 The Night Holds Terror (1973) : Cathy Chase
- 1969 : Mission impossible (Mission: Impossible), première série
  - Saison 4, épisodes 3 et 4 B-320, 1re et 2e parties (The Controllers, Parts I & II) de Paul Krasny : Katherine
- 1971-1975 : Cannon
  - Saison 1, épisode 10 Une longue journée (Dead Pigeon, 1971) de Don Taylor : Carol Loomis
  - Saison 4, épisode 17 Le Cinquième Homme (Killer on the Hill, 1975) : Nancy Caluso
- 1973-1975 : Police Story
  - Saison 1, épisode 10 Line of Fire (1973) : Edna Hauser
  - Saison 2, épisode 20 War Games (1975) de Richard Benedict : Pam Gordy
- 1973-1977 : Barnaby Jones
  - Saison 2, épisode 2 Death Leap (1973) de Seymour Robbie : Mlle Dorsey
  - Saison 5, épisode 19 Anatomy of Fear (1977) de Walter Grauman : Sharon Henderson
- 1974 : Le Magicien (The Magician)
  - Saison unique, épisode 15 L'Énigme du palace flottant (The Illusion of the Queen's Gambit) de Don Weis : Virginia Miles
- 1976 : Des jours et des vies (Days of Our Lives), feuilleton, épisode 2667 (sans titre) : Rebecca North LeClair
- 1976 : Sergent Anderson (Police Woman)
  - Saison 2, épisode 22 Mère par procuration (Mother Love) de John Newland : Donna Jensen
  - Saison 3, épisode 1 Le Registre (The Trick Book) de Barry Shear : Renee Andrews
- 1977 : Drôles de dames (Charlie's Angels)
  - Saison 1, épisode 18 Las Vegas (The Vegas Connection) de George McCowan : Elsbeth
- 1977-1978 : Hôpital central (General Hospital), feuilleton, épisodes (sans titres) diffusés les 07/11/77, 25/12/77 et 29/5/78 : Diana Maynard Taylor
- 1977-1982 : Chips (CHiPs)
  - Saison 1, épisode 1 Chips (pilote, 1977) de Paul Krasny : Carol
  - Saison 6, épisode 3 L'Extraterrestre (The Spaceman Made Me Do It) de Winrich Kolbe : Mme Hendricks
- 1979 : Embarquement immédiat (Flying High)
  - Saison unique, épisode 14 Ladies of the Night : Cher
- 1983 : L'Île fantastique (Fantasy Island)
  - Saison 7, épisode 6 Coup de foudre à retardement / Triangle amoureux (Three's a Crowd/Second Time Around) de Philip Leacock : Lisa Mallory
- 1984 : Simon et Simon (Simon & Simon)
  - Saison 4, épisode 3 Un peu de sang dans le vin (A Little Wine with Murder?) de Vincent McEveety : Jan Reynolds
- 1984 : L'Homme qui tombe à pic (The Fall Guy)
  - Saison 4, épisode 9 Le chasseur chasse, Colt Seavers traque (Dead Bounty) : Rosie
- 1986 : Clair de lune (Moonlightning)
  - Saison 3, épisode 4 Mortellement vôtre (Yours, Very Deadly) : Gail Woodley
- 1987 : Starman
  - Saison unique, épisode 20 Starscape, Part I : Phyllis Geffner
- 1987 : Star Trek : La Nouvelle Génération (Star Trek: The Next Generation)
  - Saison 1, épisode 2 L'Enterprise en folie (The Naked Now) de Paul Lynch : Sarah MacDougal
- 1989 : Matlock
  - Saison 4, épisode 13 Aragon Père Noël (The Scrooge) d'Harvey S. Laidman : Sherry Lister
- 1990 : Rick Hunter (Hunter)
  - Saison 6, épisode 14 Une perte irréparable (Unacceptable Loss) de Corey Allen : Mme Morgan

#### Téléfilms
- 1970 : Along Came a Spider de Lee H. Katzin : Adrienne Klein
- 1971 : Travis Logan, D.A. de Paul Wendkos : Eve
- 1972 : Adventures of Nick Carter de Paul Krasny : Roxy O'Rourke
- 1975 : Man on the Outside de Boris Sagal : Sandra Ames
- 1976 : Francis Gary Powers: The True Story of the U-2 Spy Incident de Delbert Mann : Barbara Powers
- 1978 : Crash (en) de Barry Shear : Camille Lawrence
- 1979 : The Man in the Santa Claus Suit de Corey Allen : Linda Travis
- 1980 : Dan August: The Trouble with Women de Lewis Allen et George McCowan : Joan Smith
- 1985 : Justice de Rod Holcomb : Moe Stackhouse
- 1990 : Parole de femme (Without Her Consent) de Sandor Stern : la mère